# Rathaus (Esens)

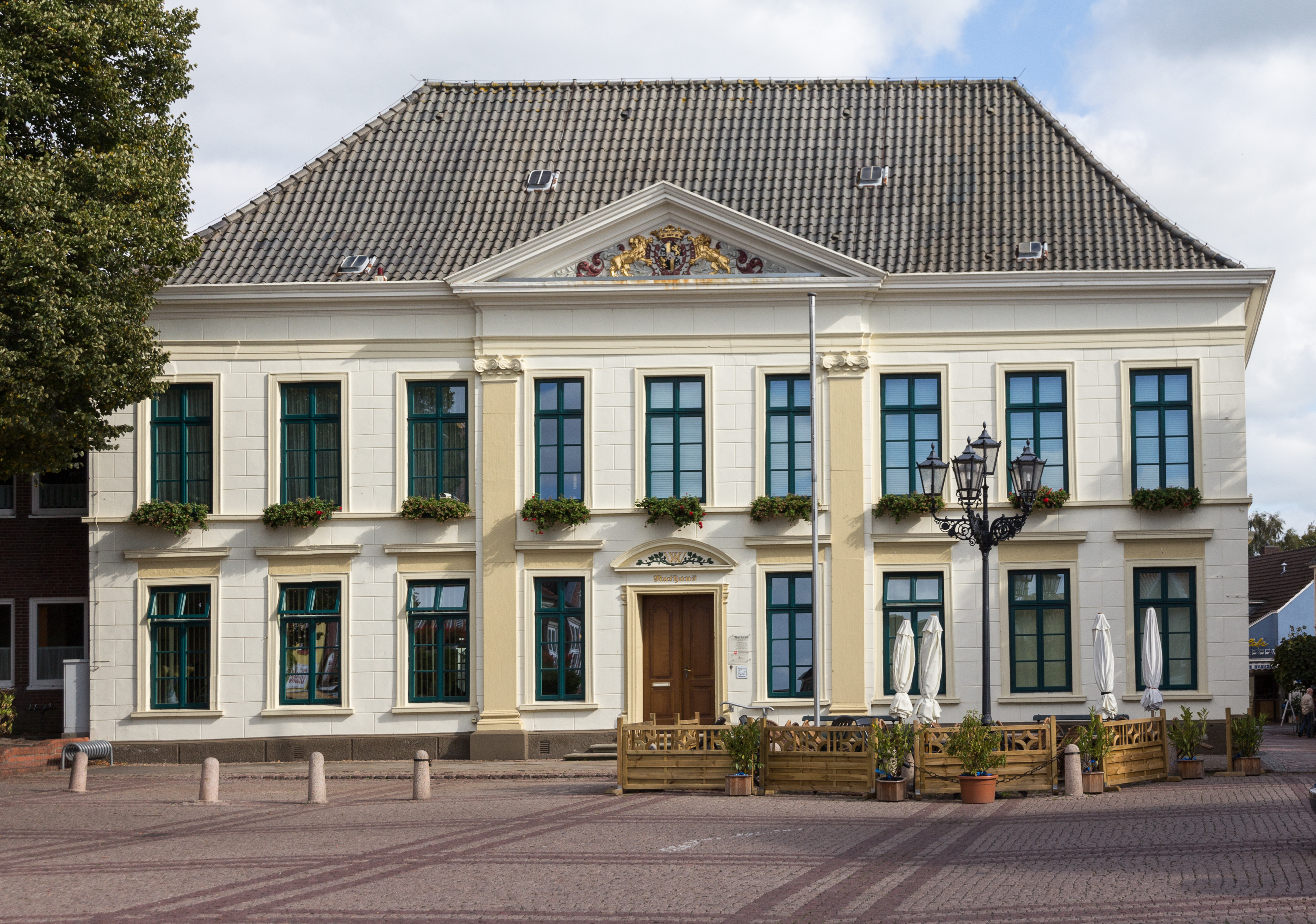
Rathaus in Esens

Das Rathaus der ostfriesischen Kleinstadt Esens hat seinen Sitz im ehemaligen Palais von Heespen. Dieses erhielt seinen Namen von einem vormaligen Besitzer, dem Kanzleiverwalter Wilhelm von Heespen (1669–1742). Im Kern stammt der Bau aus dem 17. Jahrhundert. Seine heutige Gestalt ist das Ergebnis einer umfangreichen Umbaumaßnahme, die von Heespen im frühen 18. Jahrhundert durchführen ließ.

## Baubeschreibung
Das Esenser Rathaus ist ein zweigeschossiger querrechteckiger Backsteinbau auf niedrigem Sockel mit Quaderputz. Abgeschlossen wird das Haus durch ein hohes Walmdach, das ursprünglich über zwei Schornsteine im Dachfirst verfügte. Das Walmdach wird von einem liegenden Dachstuhl aus Eiche getragen.
Die Fassade ließ Wilhelm von Heespen im Stil des Barock errichten. Sie verfügt über neun Fensterachsen und nimmt nahezu die gesamte östliche Schmalseite des Marktplatzes der Stadt ein. Das Gebäude verfügt über stark profilierte Gesimse und Fensterrahmungen. Die Marktseite ist durch einen nur wenige Zentimeter hervorragenden Mittelrisalit großer Ordnung. Dieser wird durch zwei kolossale Eckpilaster aus Sandstein flankiert, die mit Kapitellen versehen sind und ein vollständiges Gebälk tragen. Der flache Dreiecksgiebel über dem Mittelrisalit ist mit dem von zwei Löwen gehaltenen Wappen der Familie von Heespen verziert. Wahrscheinlich war das Gebäude nach dem Umbau steinsichtig. Der heutige Verputz wurde erst bei umfangreichen Erneuerungsarbeiten im Laufe 19. Jahrhundert aufgebracht. Dabei wurden auch die Fenster mit geraden Verdachungen versehen, so dass das Gebäude klassizistisch wirkt.
Das Eingangsportal befindet sich in der Mittelachse und ist mit einem Segmentbogengiebel ausgezeichnet. Von den Innenräumen hat lediglich der Ahnensaal seine historische Ausstattung bewahrt, zu der ein Kamin und mehrere Gobelins gehören. Das Foyer wurde im Jahre 2013 in seinen Ursprungszustand zurückversetzt. Die restlichen Räume sind modern verkleidet. In der Eingangshalle blieb die Balustertreppe erhalten. Das als das „grosse Vorhause“ bezeichnete Foyer ist relativ flach. Von ihm führt eine in ihren Formen zurückhaltende Treppe am Ende des Raumes ins Obergeschoss.

## Geschichte
Ob an der Stelle des heutigen Rathauses im Mittelalter ein oder mehrere Gebäude standen, ist unklar. Bausubstanz aus dieser Epoche ist bis dato nicht nachweisbar. Der Kern des heutigen Rathauses stammt teilweise aus dem 16. Jahrhundert. Die Nordwand und ein Stück der Ostwand stammen vermutlich aus der zweiten Hälfte des 16. Jahrhunderts. Eine im Auftrag der Stadt durchgeführte dendrochronologische Untersuchung des Dachstuhls ergab eine Bauzeit um 1610/15. Dieser unmittelbare Vorgängerbau muss aufgrund seiner Größe eine gewisse Bedeutung für die Stadt gehabt haben, diente aber nie als Rathaus. Dieses stand schräg gegenüber am Durchgang zur Kirche. Wer der Bauherr war, ist unbekannt. Im 17. Jahrhundert wird der Amtmann Johann Vieth als Eigentümer genannt, der 1705 verstarb.
Wann genau es in den Besitz des Kanzleiverwalters Wilhelm von Heespen gelangte ist nicht überliefert. Möglicherweise lebte die Witwe Vieths noch für geraume Zeit in dem Haus und die Erben Vieths haben es deshalb wohl erst in den Jahren nach seinem Tod verkauft. auf die Fassade sowie die Neuaufteilung des Inneren. Da der Dachstuhl einheitlich gearbeitet ist, muss das Gebäude zu Zeiten seines Umbaus durch Wilhelm von Heespen bereits in vollem Umfang bestanden haben. Heespen beschränkte sich bei seinen wohl zu Beginn des zweiten Jahrzehnts des 18. Jahrhunderts durchgeführten Umbaumaßnahmen. Im Rahmen dieser durchgreifenden Erneuerung wurde das Gebäude mit einer regelmäßig gegliederten Fassade im Sinne des Barocks versehen. Welchen Architekten von Heespen mit der Ausführung beauftragte, ist unbekannt. Die Arbeiten müssen in den Jahren zwischen der Ankunft Wilhelm von Heespen, der 1703 in die Stadt kam, und 1713/1719 durchgeführt worden sein. Aus dieser Zeit ist eine Stadtansicht von Wilhelm Christian Schneider überliefert, die das fertige Palais zeigt.
Nach dem Tod Wilhelm von Heespen im Jahre 1742 lebten noch einige Familienangehörige in dem Haus. Seine Tochter Adelheid Auguste überführte ihr umfangreiches Erbe, darunter auch das Palais, nach dem Tod ihres Mannes Christian Friedrich von Wangelin am 28. Januar 1756 in eine Stiftung zu Ehren der Familien von Wangelin, von Oldenburg, von Heespen und Tammena, das Wangelinsche Witwenstift. Dieses Nutzte den Bau mit einem Nebengebäude zu Wohnzwecken. Im Jahre 1943 waren nicht mehr alle Stiftsplätze besetzt. Die Stadtverwaltung mietete daraufhin das Erdgeschoss an. Ab 1946 wurden im Obergeschoss Flüchtlinge untergebracht. Seit 1953 versuchte die Stadt, das Gebäude von der Stiftung zu kaufen. Diese erhielt in den Jahren 1964/65 einen modernen Ersatzbau. Das Rathaus der Stadt und später auch das der Samtgemeinde Esens bezog schließlich das ehemalige Palais Heespen. Im Jahr 2013 gab die Stadt den Auftrag für eine umfangreiche Restaurierung. Im Zuge der Arbeiten ließ sie auch die ursprünglichen Wand- und Deckenfassungen des Foyers wieder freigelegt und das „Große Portal“ wiederherstellen.

## Ausstattung
Im Ahnensaal im Obergeschoss des Gebäudes befindet sich eine Sammlung von Gobelins, Gemälden und Möbeln, die hier aus dem gesamten Gebäude zusammengetragen wurden. Die Gemälde stammen aus der Sammlung von Heespens. Dieser besaß eine reiche Gemäldesammlung, die seine Tochter ebenfalls in die Stiftung überführte. Von den ursprünglich über hundert Bildern sind rund siebzig erhalten geblieben. Sie werden teilweise im Ahnensaal und teilweise im Heimatmuseum der Stadt ausgestellt.